# Mandevilla assimilis
Mandevilla assimilis är en oleanderväxtart som först beskrevs av Karl Moritz Schumann, och fick sitt nu gällande namn av J.F.Morales. Mandevilla assimilis ingår i släktet Mandevilla och familjen oleanderväxter. Inga underarter finns listade i Catalogue of Life.